# Juan de la Luz Enríquez Lara
Juan de la Luz Enríquez Lara (Tlacotalpan, 16 de mayo de 1836 - Xalapa, 17 de marzo de 1892) fue un militar y político mexicano. Se desempeñó como gobernador de Veracruz desde 1884 y hasta el momento de su muerte en 1892. También tuvo una carrera militar, en la que alcanzó el grado de general de brigada; participó en diversos conflictos, como la Guerra de Reforma o la batalla de Puebla, dentro de la Segunda intervención francesa en México. Luego de su muerte, la ciudad de Xalapa fue nombrada en su honor.

## Biografía

### Primeros años y carrera militar
Juan de la Luz Enríquez nació el 16 de mayo de 1836 en la ciudad de Tlacotalpan, Veracruz, hijo de Camilo Enríquez y Tranquilina Lara. Según Lázaro Pavia, la familia de Enríquez, de «mediana posición», le procuró su primera educación en una escuela particular. A los 17 años, y pese a la oposición de su padre, ingresó al Colegio Militar en noviembre de 1853, como aspirante de Marina y se incorporó a la compañía comandada por Miguel Miramón.
Permaneció en el Colegio hasta abril de 1855, cuando salió a desempeñarse como «[s]ubteniente supernumerario de las Compañías de Ingenieros de la Guardia» del Ejército. A lo largo de su carrera militar alcanzó diversos rangos: subteniente (1855), teniente (1858) capitán segundo (1859), mayor de infantería (1860), teniente coronel (1866) y coronel efectivo (23 de mayo de 1870). Pavia (1890) destacó que Enríquez fue reconocido por su «bizarro comportamiento» en los combate militares.
En este sentido, su práctica militar la comenzó en Michoacán «en la lucha contra la última dictadura» de Antonio López de Santa Anna. También tomó parte en múltiples batallas de la Guerra de Reforma y la Segunda Intervención Francesa en México —incluida la batalla de Puebla—. Resultó herido en la defensa de la Garita de San Cosme y fue tomado prisionero por los franceses en el sitio de Oaxaca de 1865 —e intercambiado en marzo de 1866—. También participó en las tomas de las ciudades de México y Puebla, como parte del Cuerpo del Ejército al mando de Porfirio Díaz. En la mayor parte de las acciones militares, luchó al lado de los grupos liberales —integrados por personajes como Díaz y Manuel González— que más tarde tomarían el poder del país.
Entre 1869 a 1884, se desempeñó en cargos administrativos (entre julio de 1869 y mayo de 1870, fue comisionado en el Estado de Veracruz y, de 1870 y 1876, fue comandante de celadores). Mantuvo su apoyo a Díaz durante la fallida revolución de La Noria y en la revolución de Tuxtepec. Pavia indica que, mientras se desempeñaba como Comandante del Resguardo de Veracruz, ayudó a Díaz, proveniente de barco estadounidense, a llegar a tierra y trasladarse a Oaxaca en donde dirigió los «movimientos revolucionarios». Posteriormente, con el triunfo del Plan de Tuxtepec, fue nombrado mando de las fuerzas federales en Tabasco, Campeche, Yucatán y Chiapas, en donde se encargó de someter las zonas aún rebeldes y organizar sus administraciones. Finalizó su carrera militar tras 35 años, nueve meses y 18 días y siendo nombrado general de brigada por Díaz en julio de 1877.

### Carrera política
Según Melchor Barrera (2015), luego de la victoria del porfirismo, algunos gobernadores recibieron el poder como «recompensa por sus servicios», entre ellos algunos de los más fieles a Díaz —Enríquez incluido—. No obstante, la llegada al poder de Enríquez se efectuó hasta 1884. En 1880, se enfrentó al candidato Apolinar Castillo. De acuerdo con del Palacio Montiel (1997), los periódicos jugaron un papel importante en el enfrentamiento entre las dos posiciones principales en Veracruz en ese momento: castillistas y enriquistas. Destaca que en esa época ya se presentaba algo denominado como «prensa electorera», que consistía en la creación de rotativos «exclusivamente para defender alguna de las candidaturas» —«típica» del porfiriato—.
En el caso de las elecciones de 1880, la mayoría de los periódicos apoyaron a Castillo. De la candidatura de Enríquez habló La Razón para «extender el rumor de que renunciaría» y señalar que por él solo votarían los habitantes del puerto de Veracruz y Tlacotalpan. Por su parte, La Voz del Pueblo lo invitó a renunciar a su candidatura, lo descalificó y acusó a sus seguidores de ser capaces de «comprar los votos». En contraste, a Enríquez lo apoyaban La Opinión del Pueblo y El Estado de Veracruz. El 1 de agosto, La Razón —el único que «sobrevivió a las elecciones»— difundió los resultados de la elección: 53 941 votos para Castillo y 5053 para Enríquez.
En 1883, ya cerca de las elecciones, en los medios resurgieron las acusaciones contra Castillo por su papel, como jefe político de Córdoba, en los conflictos en Xacatla —para acabar con una rebelión, Castillo ordenó quemar algunas casas del pueblo y azotar al rebelde, Antonio de Jesús— y Coscomatepec —alzamiento lerdista—. Con el asesinato de Lorenzo Tiburcio, único testigo restante, el caso alcanzó un punto en el que se comenzó «a dar algún crédito a las versiones que culpaban» al gobernador. En respuesta, el Congreso de la Unión «consideró el ilícito con lugar a formación de causa» y lo depuso. Castillo se desempeñó como gobernador hasta el 16 de noviembre de 1883. Ese día, por medio del decreto 72, el congreso local nombró gobernador interino a José Cortés Frías.

### Gubernatura

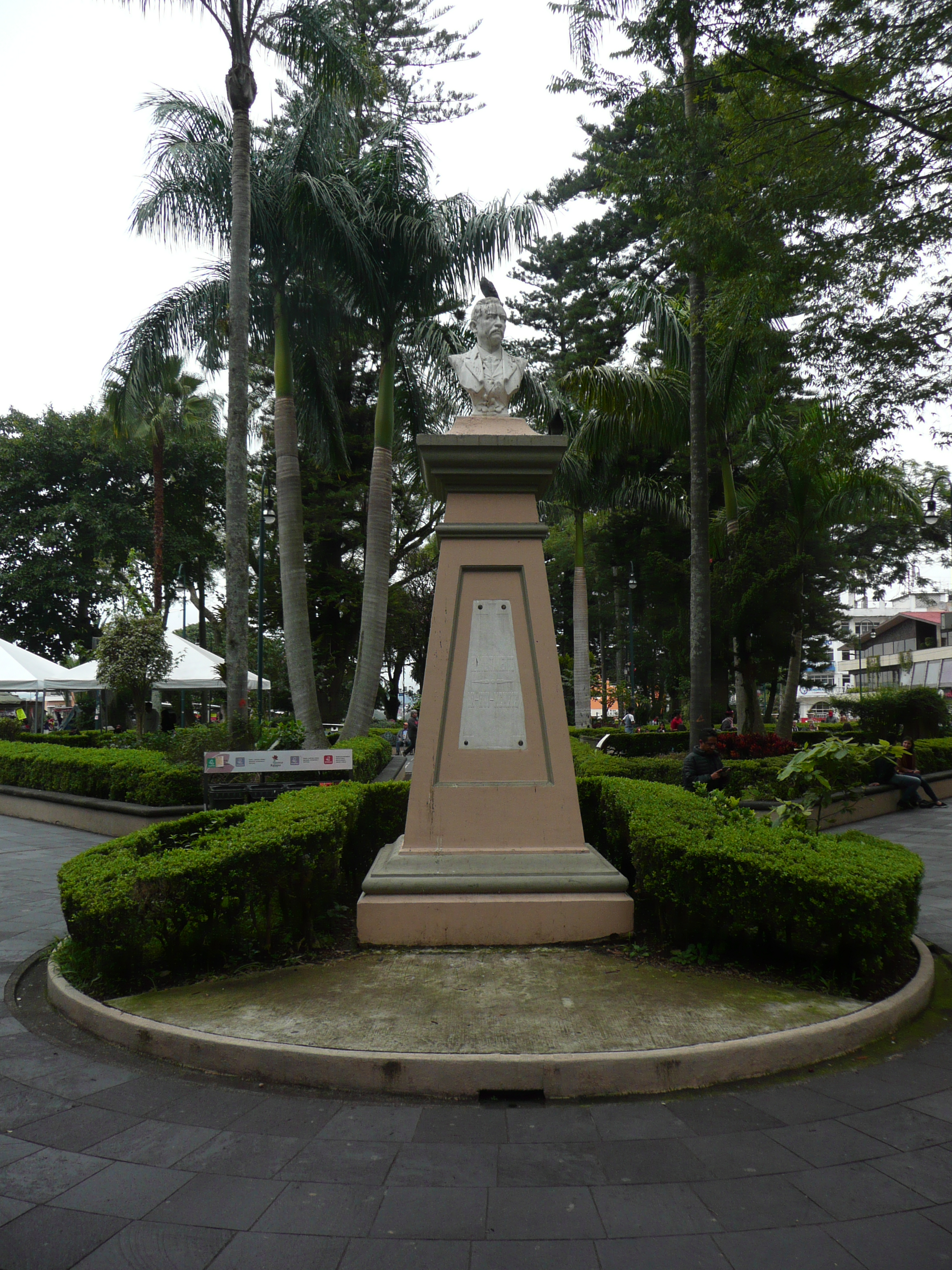
Busto de Juan Enríquez en el Parque Juárez de Xalapa.

Electo gobernador, Enríquez asumió el cargo el 1 de diciembre de 1884. Según Pavia (1890), en sus primeros meses de gobierno, derogó el impuesto de «Seguridad Pública» y modificó la contribución personal, «haciéndola extensiva á  [sic] todos los habitantes del Estado». Otra medida, ya considerada desde su candidatura, fue el traslado de los poderes del estado de Orizaba a Xalapa el 4 de junio de 1885, lo que en palabras de García Morales (1990), «le valió el apoyo de los fuertes grupos de comerciantes xalapeños y porteños». En su gobierno (1890) se completó el trayecto Puerto de Veracruz-México, vía Xalapa, del Ferrocarril Interocéanico, y se inició una campaña de embellecimiento de las ciudades principales. También en Xalapa, se demolió el edificio del convento de San Francisco y se construyó en su lugar el Parque Juárez. En 1888, se inauguraron los Talleres Gráficos del Estado y, al año siguiente, llegó a la ciudad la primera locomotora del ferrocarril Xalapa-Coatepec-Teocelo. La expansión de la red ferroviaria abarcó, además del Interoceánico, al Ferrocarril del Istmo, al Ferrocarril Agrícola y al Ferrocarril de Alvarado.

#### Políticas educativas
Enríquez trató de acabar con las políticas de Castillo, lo que se tradujo en buscar desaparecer la Escuela Modelo de Orizaba. No obstante, el gobernador se replanteó su decisión luego de que su secretario de Gobernación, Julio Zárate, y el profesor Juan Manuel Betancourt le señalaran el «desprestigio» que tal acto acarrearía. Finalmente, tras un dictamen favorable de la comisión encargada de inspeccionar el plantel, el gobernador apoyó la obra. Una de sus primeras medidas fue ordenar a los jefes políticos cantonales enviaran a los directores de escuelas a la Escuela Modelo para estudiar los «nuevos métodos de enseñanza» Asimismo, el 25 de diciembre de 1885 ordenó el establecimiento de una escuela primaria masculina en todas las cabeceras cantonales. Y, por decreto del 24 de agosto de 1886, en cumplimiento del artículo 100 de la Ley de Instrucción Pública (1873), estableció la Escuela Normal Veracruzana en la ciudad de Xalapa, al mando de Enrique C. Rébsamen.

#### Políticas económicas
En su administración —y posteriormente en la de Teodoro A. Dehesa— se otorgaron exenciones de impuestos por cinco años a los industriales que se establecieran en Veracruz. En este sentido, Celaya Nández (2016) asegura que fue en este gobierno cuando «la política de exenciones en manos del gobierno estatal se consolidó y avanzó, con algunas excepciones, en limitar las facultades fiscales de los municipios»; estos últimos cedieron la «facultad para gravar las fábricas y la producción» al gobierno estatal a cambio de recursos de Hacienda. Por otra parte, Veracruz fue uno de los primeros estados en pronunciarse por «eliminar los impuestos al consumo» y apoyar la disposición federal de 1886 sobre la eliminación de las alcabalas. Hidalgo Hernández (2016) señala que esta postura se produjo al considerarlo «una de las causas de la doble tributación que obstaculizaba la expansión del mercado interregional». Enríquez, en su informe presentado al Congreso en septiembre de 1886, señaló:

[...] el absurdo sistema de tributos alcabalatorios heredado del régimen colonial, sofoca todo los ramos de industria, paraliza las transacciones, detiene el desarrollo de la riqueza pública, e impone grandes sacrificios a los pueblos, mayores que los debidos, por los excesivos costos de recaudación inherentes a dichos sistemas. [...]

Se produjo el traslado al derecho de patente, permitiendo reducir los derechos de compra venta, «que tanto afectaban al comerciante pequeño, porque terminaban por encarecer los precios». Como resultado, el «pequeño comerciante establecido» pudo cumplir con otras «obligaciones fiscales». Además, Enríquez efectuó diversos cambios que permitieron «vigilar más de cerca a los agentes recaudadores locales». Hidalgo Hernández (2016) señala algunos como la desaparición de la contaduría de Hacienda, la creación de la figura de visitador y el establecimiento de juntas calificadoras «para asignar los derechos de patente en cada caso». También se definieron cuotas mínimas y máximas de este derecho y se sustituyeron los ingresos generados por derechos de consumo, gracias a los «impuestos directos».
Celaya Nández (2016) agrega que el diseño de este derecho «no hizo distinción por el grado tecnológico de los establecimientos o el monto de su capital»; la única excepción fue la de los talleres familiares. Asimismo, los contribuyentes podían solicitar al gobernador que ajustara las cuotas asignadas por las juntas calificadoras. La legislatura sobre este derecho —ley número 77— entró en vigor el 17 de diciembre de 1886, pero se comenzó a cobrar hasta 1887. Por otra parte, el gobernador destacó su interés en clasificar y definir las nuevas actividades productivas en el estado y fue en su administración cuando, de acuerdo con Celaya Nández (2016), se fortaleció e institucionalizó el sector manufacturero.

#### Política de fraccionamiento de tierras
Jiménez-Marce (2010) asegura que Enríquez «fue uno de los principales promotores de la repartición de terrenos comunales». El gobernador consideraba que la privatización de tierras «era fundamental para la modernización» y creía que la «tenencia comunal era la causa del desorden y estancamiento de la economía». Enríquez llegó a decir que «México no debe su situación difícil, de la Independencia a la fecha, más que a la circunstancia de no haber subdividido su propiedad territorial». En 1889, el gobierno aprobó la «Ley sobre la subdivisión de la propiedad territorial». En esa legislación se establecía que, salvo unas cuantas excepciones, «todos los territorios comunales sin divisiones y todas las tierras de los Ayuntamientos [...] debían transformarse en propiedades privadas individuales».
Fue gracias a esa ley que surgió una «nueva casta de latifundistas». Se establecía un periodo de gracia de un año para los ejidos y dos años para las «tierras de repartimiento». De no cumplirse, la ley fijaba «severas» sanciones: en el caso de los ejidos, las tierras sin adjudicación apropiada pasarían a ser públicas; en las tierras comunales, el titular perdería los derechos de propiedad y el Ayuntamiento pondría en venta los terrenos sin dividir. Estas fueron algunas de las políticas que ayudaron a que, en los diez años siguientes, el gobierno acabara con los condueñazgos.

#### Conflictos políticos
Durante su gubernatura enfrentó varios conflictos debido a su «peculiar manera de entender la relación con el centro». Además, Martínez Assad (1994) indica que se ganó «numerosas» quejas de los habitantes por las cargas impositivas, pero especialmente de los «señores de la tierra» por una ley hacendaria que «grabó cada hectárea de terreno, según su calidad». En este sentido, Koth (2009) destaca que, aunque fue «genuinamente popular entre ciertos grupos», «engendró oposición no sólo entre los indígenas, sino también entre sus pares políticos». Los indígenas ya habían mostrado su oposición a algunas ideas «liberales de "progreso"», especialmente la Ley Lerdo y la privatización de tierras. Los conflictos llegaron a tal punto que, por ejemplo, entre 1891 y 1894, los «popolucas» de Soteapan alzados en armas, quejándose del robo de tierras, fueron reprimidos. Ante este contexto, Teodoro A. Dehesa buscó obtener la gubernatura e inició una fuerte campaña contra Enríquez. A este último se le acusó de traicionar el principio de no reelección —aunque sus opositores sí apoyaban la reelección de Díaz—.

### Muerte
Enríquez falleció «repentinamente» el 17 de marzo de 1892 de un ataque al corazón en la ciudad de Xalapa. A su muerte, el congreso local nombró gobernador interino a Manuel Leví, entonces secretario de Gobierno de Enríquez. Fue sepultado con honores y «acompañado de una comitiva» tres días después. Ya sin Enríquez, Dehesa pudo continuar su campaña —y más tarde convertirse en gobernador—. No obstante, el presidente Díaz intervino para advertir a Dehesa que no fuera vengativo con los enriquistas. En su honor, el 30 de marzo, el congreso firmó un decreto en donde se ordenaban diversos honores al exgobernador:

La H. Legislatura del Estado libre y soberano de Veracruz Llave, en nombre del pueblo, decreta:

- Artículo 1.° Es Benemérito del Estado Libre y soberano de Veracruz Llave, el finado Gobernador, C. General Juan Enríquez, en atención á  [sic] los eminentes servicios que prestó al mismo Estado.
- Artículo 2.° El nombre del esclarecido ciudadano, objeto de este homenaje póstumo, se inscribirá en letras de oro en el salón de sesiones de la H. Legislatura
- Artículo 3.° La ciudad de Jalapa tendrá en lo sucesivo la denominación de "Jalapa-Enríquez". [...]